# Hurlevent
Hurlevent is een Franse dramafilm uit 1985 onder regie van Jacques Rivette. Het scenario is gebaseerd op enkele hoofdstukken uit de roman Woeste hoogten (1847) van de Britse auteur Emily Brontë.

## Verhaal
Roch is een jonge wees die werd opgevoed door een boer. Hij wordt verliefd op Catherine, de dochter van zijn weldoener. Sinds de dood van de boer wordt Roch slecht behandeld door diens zoon Guillaume. Hoewel Catherine ook verliefd is op Roch, stemt ze ertoe in om te trouwen met Olivier, een zoon van een rijke familie. Roch verlaat de streek, maar keert enkele jaren later terug.

## Rolverdeling
| Acteur                 | Personage     |
| ---------------------- | ------------- |
| Fabienne Babe          | Catherine     |
| Lucas Belvaux          | Roch          |
| Sandra Montaigu        | Hélène        |
| Alice de Poncheville   | Isabelle      |
| Olivier Cruveiller     | Guillaume     |
| Philippe Morier-Genoud | Joseph        |
| Olivier Torres         | Olivier       |
| Marie Jaoul            | Mevr. Lindon  |
| Louis de Menthon       | Dhr. Lindon   |
| Jacques Deleuze        | Arts          |
| Joseph Schilinger      | Jachtopziener |